# Enrique Pla y Deniel
V tomto španělském jméně je první nebo otcovské příjmení Pla a druhé nebo mateřské příjmení Deniel.
Enrique Pla y Deniel (19. prosince 1876 Barcelona – 5. července 1968 Toledo) byl španělský kardinál římskokatolické církve. Pocházel ze zámožné barcelonské rodiny a před počáteční kariérou novináře a učitele v semináři se vzdělával v místním semináři a na Gregoriánské univerzitě v Římě. V roce 1935 se ujal salamancánského stolce. „Jeho sedmileté působení v Salamance, odkud hrál klíčovou roli při přípravě křížové výpravy generála Franca, bylo odměněno povýšením na toledský primariát.“ Od roku 1941 až do své smrti působil jako toledský arcibiskup a v roce 1946 byl papežem Piem XII. povýšen na kardinála.

## Životopis
Narodil se v Barceloně, kde studoval v kněžském semináři a poté navštěvoval Papežskou gregoriánskou univerzitu a Angelicum v Římě. Na kněze byl vysvěcen 25. července 1900, studia dokončil v roce 1903 a poté se věnoval pastorační práci v Barceloně, kde působil také jako profesor v semináři, ředitel několika novin a katedrální kanovník.
4. prosince 1918 byl Deniel papežem Benediktem XV. jmenován biskupem v Ávile. Biskupské svěcení přijal 8. června 1919 z rukou arcibiskupa Francesca Ragonesiho, spolusvětiteli byli biskupové Enrique Reig y Casanova a Francisco Mas y Oliver. Deniel byl později 28. ledna 1935 přeložen za biskupa salamanského.

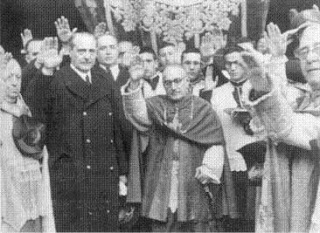
Arcibiskup Pla y Deniel v doprovodu frankistického ministra spravedlnosti Estebana Bilbaa zdraví fašisty při slavnostním vstupu do toledské katedrály, 26. března 1942.

30. září 1936 Plá vydal svůj slavný pastýřský list „Dvě města“ a svou oddanost povstalcům dal jasně najevo, když 6. října opustil biskupský palác ve prospěch Francisca Franca. Jeho dopis byl první delší biskupskou úvahou o tvrzení, že vede spravedlivou válku. Zopakoval v něm augustinovský rozdíl mezi pozemským městem, kde převládá sobectví, a nebeským městem, kde láska k Bohu nahrazuje veškerý smysl pro sebe, a vylíčil Španělsko rozdělené právě na taková města; „komunismus a anarchismus jsou právě tou ideologií, která vede k pohrdání, k nenávisti k Bohu, našemu pánu, a proti nim vzkvétá hrdinství a mučednictví“. Na stavbu „pozemského města těch, kdo jsou bez Boha“, navázalo „nebeské město Božích dětí“. Dospěl k závěru, že podmínky Tomáše Akvinského pro spravedlivou válku byly splněny. Povstání proti loajalistům bylo oprávněné. Ačkoli v očích světa mohl mít konflikt vnější podobu občanské války, ve skutečnosti se jednalo o křížovou výpravu. Cílem povstání bylo obnovit občanský pořádek. Církev se měla vyslovit pro řád, hierarchickou vládu, křesťanskou civilizaci, náboženství, vlast a rodinu. Ve stejný den, kdy Plá y Deniel vydal svůj nejslavnější pastýřský list, byl generál Francisco Franco prohlášen hlavou státu. Biskup okamžitě zaslal blahopřejný telegram, v němž očekával „slavné vzkříšení křesťanského Španělska“.
Papež Pius XII. jmenoval Deniela 3. října 1941 arcibiskupem toledským, a tím i primasem církve ve Španělsku. Papež Pius XII. ho 18. února 1946 v konzistoři jmenoval kardinálem-knězem v San Pietro in Montorio. Jako politik byl v roce 1943 jmenován do Cortes Españolas jako Francův osobní zmocněnec a ve funkci setrval do 1. května 1946.
Deniel byl jedním z kardinálů-volitelů, kteří se zúčastnili papežského konkláve v roce 1958, při němž byl zvolen papež Jan XXIII. V letech 1962–1965 se účastnil Druhého vatikánského koncilu a zasedal v jeho předsednictvu.
Tento španělský kardinál byl považován za konzervativního ve svých názorech. Ačkoli byl stoupencem generála Franca (zejména během španělské občanské války), Deniel odmítl propustit významného kněze z funkce šéfredaktora novin Katolická akce poté, co ten napadl španělskou tiskovou cenzuru; kněze však soukromě suspendoval. Deniel hlasoval v následujícím konkláve v roce 1963, které vyústilo ve zvolení papeže Pavla VI.
Zemřel v Toledu ve věku 91 let. Je pohřben v toledské katedrále.

## Zajímavosti
- Předsedal sňatku Francovy dcery Maríi.[7]
- Papež Pavel VI. navštívil nemocného kardinála den po svém zvolení papežem.[8]